# 민병수
민병수(閔丙秀, 1933년 3월 5일 ~ 2023년 6월 1일)은 대한민국의 법조인이다.

## 학력
- 경기중학교 (졸업)
- LA 폴리 테크닉고등학교 (졸업)
- 라번대학교 (법학 / 학사)
- 글렌데일 대학교 (법학 / 박사)

## 경력
- 남가주한인변호사협회(KABA) 회장
- 한미법률재단(KALAF) 회장
- 세계한인교육자총연합회(IKEN) 초대 회장
- 미주한인재단 회장
- 미국민주당 대통령 자문위원
- 미주극동문제연구소 소장

## 생애
1933년 서울에서 태어난 그는 1948년 아버지인 민희식 초대 LA총영사를 따라 가족과 함께 LA에 왔다. 이후 라번대학을 졸업하고 교사로 일하면서 법률 공부를 했는데 1975년 변호사가 됐다. 1975년 캘리포니아주에서 한인으로는 3번째, 남가주에서는 2번째 변호사로 합격한 후 48년간 형사법 전문 변호사로 활동했다. 그러는 동안 한인 커뮤니티의 대들보이자 맏형 역할을 마다하지 않던 그는 1983년 남가주한인변호사협회(KABA)를 설립했으며, 한인타운청소년회관(KYCC)의 전신인 한인청소년센터(KYC) 이사(1975~83년)로 있으면서 성장의 발판을 마련했다. 또한 LA카운티 산하 법률위원회 첫 한인 커미셔너(1983~87년)이기도 했으며, LA폭동 이후에는 한미법률재단(KALAF) 회장을 맡아 폭동 피해 업주들을 위해 소송을 제기했다.
또한 미주한인재단 회장을 맡아 결의안을 직접 작성하며 매년 1월 13일을 ‘미주한인의 날’로 제정하는 데 앞장섰다.